# Doctor Who (especials 2008-2010)
Els especials 2008-2010 de la sèrie de televisió britànica de ciència-ficció Doctor Who són cinc especials que enllacen la sèrie 4 amb la sèrie 5. Començaren el 25 de desembre de 2008 amb "The Next Doctor" i acabaren l'1 de gener de 2010 amb la segona part de The End of Time. Van veure la marxa de David Tennant com a Desè Doctor.

## Llista d'episodis
| Núm. d'història | Episodi | Títol                                                     | Directors     | Guionistes                        | Data d'estrena al Regne Unit | Data d'estrena a Catalunya |
| --------------- | ------- | --------------------------------------------------------- | ------------- | --------------------------------- | ---------------------------- | -------------------------- |
| 199             | 1       | El pròxim doctor The Next Doctor                          | Andy Goddard  | Russell T Davies                  | 25 de desembre de 2008       | 22 de febrer del 2011      |
|                 |         |                                                           |               |                                   |                              |                            |
|                 |         |                                                           |               |                                   |                              |                            |
| 200             | 2       | El planeta dels morts Planet of the Dead                  | James Strong  | Russell T Davies & Gareth Roberts | 11 d'abril de 2009           | 1 de març del 2011         |
|                 |         |                                                           |               |                                   |                              |                            |
|                 |         |                                                           |               |                                   |                              |                            |
| 201             | 3       | Les aigües de Mart The Waters of Mars                     | Graeme Harper | Russell T Davies & Phil Ford      | 15 de novembre de 2009       | 8 de març del 2011         |
|                 |         |                                                           |               |                                   |                              |                            |
|                 |         |                                                           |               |                                   |                              |                            |
| 202             | 4       | La fi del temps (primera part) The End of Time (Part One) | Euros Lyn     | Russell T Davies                  | 25 de desembre de 2009       | 15 de març del 2011        |
|                 |         |                                                           |               |                                   |                              |                            |
|                 |         |                                                           |               |                                   |                              |                            |
| 203             | 5       | La fi del temps (segona part) The End of Time (Part Two)  | Euros Lyn     | Russell T Davies                  | 1 de gener de 2010           | 22 de març del 2011        |
|                 |         |                                                           |               |                                   |                              |                            |
|                 |         |                                                           |               |                                   |                              |                            |